# 1018
| 1018               |
| ------------------ |
| Dødsfald - Fødsler |
| • Begivenheder     |

| Gregoriansk kalender | 1018 MXVIII             |
| Ab urbe condita      | 1771                    |
| Armensk kalender     | 467 ԹՎ ՆԿԷ              |
| Kinesiske kalender   | 3714 – 3715 丁巳 – 戊午 |
| Etiopisk kalender    | 1010 – 1011             |
| Jødisk kalender      | 4778 – 4779             |
| Hindukalendere       |                         |
| - Vikram Samvat      | 1073 – 1074             |
| - Shaka Samvat       | 940 – 941               |
| - Kali Yuga          | 4119 – 4120             |
| Iransk kalender      | 396 – 397               |
| Islamisk kalender    | 408 – 409               |

Konge i Danmark: Det antages oftest at Harald 2. døde i 1018, men han kan ligevel godt være død ét til to år tidligere. Tronen blev overtaget af hans bror Knud den Store, men dette skete muligvis først formelt i 1019
Se også 1018 (tal)

## Begivenheder
- Knud den Store, konge i Danmark (hvis ikke året efter)

## Født
- Harde-Knud (3.)

## Dødsfald
- Kongen af Danmark Harald 2. dør barnløs (hvis ikke året før)
- 22. marts – Ali ibn Hammud al-Nasir, kalif i Córdoba